# Банник
Ба́нник (рус. баенник, баинник, байнушко, банный, байник; бел. лазеннік, лазнік) — демонологический персонаж в поверьях восточных славян, особый род домовых, недобрый дух.
Банник обитает в бане; обычно невидим, иногда принимает вид голого старика, покрытого грязью и листьями от веника, или человека с длинными волосами, а также превращается в вепря, собаку, кошку, лягушку, в белого зайца. Живёт за каменкой или под полком. Любит попариться после нескольких смен людей в бане и моется исключительно грязной (нечистой) водой, стёкшей с человеческих тел. Считается, что банник парится после полуночи, и в это время находиться в бане нельзя.

## Народные представления
Банника винят во всех неудачах в бане. Любимое занятие банника — обжигать людей кипятком, кидаться камнями в печи-каменке, а также стучать в стену, пугая парящихся. Банник вредит очень сильно (обдирает кожу или запаривает до смерти) только тем, кто нарушает запреты.
Чтобы задобрить банника, согласно народным повериям, нужно оставить ему кусок ржаного хлеба с большим количеством крупной соли, а также немного воды в кадке и рядом кусок мыла. Чтобы банник не вредил совсем, нужно брать чёрную курицу и, не ощипывая её перьев, душить и закапывать под порогом бани, стараясь подгадать время под Чистый четверг.
Банника в женском обличье называют банниха, байница, баенная матушка, обдериха. Обдериха — лохматая, страшная старуха. Может также показываться голой или в виде кошки. Живёт под полоком.
Другой вариант женщины-банника — Шишига. Это демоническое существо, которое прикидывается знакомой, а заманив в баню попариться, может запарить до смерти. Шишига показывается тем, кто идёт в баню с плохими намерениями, без молитвы.
Банник участвует в святочных гаданиях. В полночь девушки подходят к открытым дверям бани, задрав юбку. Если банник коснётся мохнатой рукой — у девушки будет богатый жених, если голой — бедный, а если мокрой — пьяница.
Любая нечисть очень боится железа, и банник не исключение.
По преданию, красную шапку-невидимку банника, которую он оставляет сушиться на каменке, ровно в полночь можно украсть. После кражи нужно сразу бежать в церковь, но если не успеть добежать, то банник догонит и убьёт.

## В современном искусстве
- 1995 — мультфильм «Нюркина баня» Оксаны Черкасовой по сценарию Надежды Кожушаной[4][5]
- 2017 — песня группы КняZz «Банник»
- 2024 — персонаж истории «Сказание о знахарях» (визуальная новелла Lagerta)